# Raveniopsis jauaensis
Raveniopsis jauaensis là một loài thực vật có hoa trong họ Cửu lý hương. Loài này được Steyerm. miêu tả khoa học đầu tiên năm 1976.